# Changes (David Bowie)
Changes è un brano musicale scritto dall'artista inglese David Bowie e pubblicato come 45 giri il 7 gennaio 1972.
Traccia di apertura di Hunky Dory e primo singolo estratto dall'album, Changes è diventato col tempo uno dei brani chiave nel repertorio di Bowie ed è considerato da molti il suo manifesto musicale.
È l'ultima canzone che il cantante ha eseguito dal vivo prima del suo ritiro dalle scene, il 9 novembre 2006 a New York nel concerto benefico per l'organizzazione Keep a Child Alive.
Changes si trova al 127º posto nella lista dei 500 migliori brani musicali della rivista Rolling Stone, al 162º in quella di New Musical Express, al 30º nella classifica "100 Singles You Must Own" del magazine inglese Mojo, ed è stata inclusa tra le "500 canzoni che hanno plasmato il rock and roll" della Rock and Roll Hall of Fame.
È uno dei brani presenti nel musical Lazarus, scritto da Bowie con Enda Walsh e andato in scena dalla fine del 2015, nel quale è cantato dall'attrice Cristin Milioti.

## Tracce singolo
1. Changes (David Bowie) - 3:33
2. Andy Warhol (David Bowie) - 3:58

## Formazione
- David Bowie - voce, sax tenore
- Mick Ronson - chitarra, mellotron
- Trevor Bolder - basso
- Mick Woodmansey - batteria
- Rick Wakeman - pianoforte

## Il brano
Se a livello superficiale Changes può essere vista come un inno al trasformismo e ai continui mutamenti di ruolo di David Bowie, la canzone rivela in realtà un'amara riflessione sui cambiamenti critici della vita. Dietro un ritornello accattivante, il cantante ricorda le varie false partenze della sua carriera ("a million dead-end streets"), gli insuccessi e le auto-reinvenzioni, meditando sull'immagine di un artista come viene percepita dai suoi seguaci e sui suoi tentativi frustrati di creare un'opera duratura.
Changes unisce una struttura tradizionale da canzone pop ad un testo autobiografico nel quale Bowie, che fa riferimento a se stesso come ad un impostore, tenta di fare i conti con il fatto di aver creduto nella sua immagine pubblica piuttosto che permettere di farsi avanti alla sua vera identità.
Il verso balbettato Ch-ch-ch-ch-changes richiama lo stile di My Generation degli Who, se non che in questo caso la dichiarazione «I hope I die before I get old» («Spero di morire prima di diventare vecchio») lascia il passo a «Pretty soon now you're gonna get older» («Da un momento all'altro diventerete più vecchi»), suggerendo ai "rock 'n' rollers" che il tempo scorre e che sarebbe meglio essere pronti ad accettarlo.
Ma la canzone affronta anche il conflitto generazionale e in questo senso deve qualcosa a Bob Dylan, in particolare a The Times They Are a-Changin'.
Bowie parla della sua generazione, come già aveva fatto il cantautore americano, con una rabbia che era già emersa in un'intervista al Times nel 1968: «Sentiamo che la generazione dei nostri genitori ha perso il controllo. Ha rinunciato, hanno paura del futuro. Credo che sia sostanzialmente colpa loro se le cose vanno così male».

### Il lato B
Andy Warhol è probabilmente il più noto tra i tributi alle influenze statunitensi di Bowie della seconda facciata di Hunky Dory. Nel suo ironico ritratto del guru della Pop art il cantante esalta il motto di Oscar Wilde secondo il quale "o si è un'opera d'arte o la si indossa", con la conseguente confusione del confine tra artista e artificio. Andy Warhol in origine fu scritta da David per la cantante e sua vecchia amica Dana Gillespie, che nel 1973 la pubblicò come 45 giri e nell'album Weren't Born a Man.

## Registrazione
Changes, che vede uno dei primi assolo di David Bowie al sassofono («Quando ero ancora dell'idea di usare il sax con una funzione melodica», come ha detto in seguito), venne registrata insieme al lato B ai Trident Studios di Londra nell'estate 1971, durante le sessioni di Hunky Dory.
Il master originale del brano, nel quale Bowie si accompagnava al pianoforte cantando un testo leggermente differente, è stato ritrovato nel 2005 nella soffitta di una vecchia casa a Londra. Il nastro è stato mostrato a Andy Scott, chitarrista del gruppo glam rock gli Sweet, il quale ha dichiarato: «Appena ho visto la scatola ho capito che era autentico... Rick Wakeman suonava le tastiere in quel disco, così, siccome è un mio amico, gli ho telefonato per chiedergli un parere. In base a quello che potevo dirgli del nastro ha confermato che sembrava essere autentico».

## Uscita e accoglienza
Il singolo venne pubblicato il 7 gennaio 1972 in Europa, Stati Uniti, Giappone, Australia e Nuova Zelanda.
Nonostante alcune ottime recensioni le vendite furono scarse e Changes non riuscì a entrare in classifica nel Regno Unito, anche se era diventato "disco della settimana" di Tony Blackburn di BBC Radio 1, mentre nei Paesi Bassi arrivò fino al 10º posto.
Negli Stati Uniti, dove il 45 giri era uscito nel dicembre 1971, raggiunse la 66ª posizione nella Billboard Hot 100. Con la riedizione del 1974 arrivò fino al 41º posto, rimanendo in classifica per 18 settimane.
Sull'onda del successo di Hunky Dory e della crescente popolarità di David Bowie, Changes diventò col tempo uno dei "simboli" del cantante. Quella che secondo lo stesso Bowie partì come «parodia delle canzoni da nightclub, una cosa usa e getta» diventò con gli anni «questo mostro che nessuno smetterebbe mai di chiedere durante i concerti... non avevo idea che sarebbe diventato così popolare».
Nel gennaio 2016, dopo la morte di David Bowie la canzone ha guadagnato nuova popolarità ed ha nuovamente fatto ingresso nelle classifiche di alcuni Paesi. Oltre a raggiungere il 49º posto nella Official Singles Chart Changes si è piazzata al 10º posto in Belgio, all'84º in Francia e al 10º negli Stati Uniti nella Billboard Hot Rock Songs.

## Changesdal vivo
Il 22 maggio 1972 il brano fu eseguito nella sessione BBC registrata per il programma radiofonico The Johnnie Walker Lunchtime Show, anche se non venne mandato in onda ed è rimasto inedito fino all'uscita di Bowie at the Beeb nel 2000.
Changes è stata una canzone irrinunciabile dal vivo a partire dallo Ziggy Stardust Tour 1972 fino allo Station to Station Tour 1976. Ricomparve durante il Sound+Vision Tour 1990 e a partire dall'Hours Tour 1999 è stata eseguita stabilmente fino all'ultimo Reality Tour del 2003-04. Tra le esibizioni "estemporanee":
- 23 giugno 1971, Glastonbury Fayre.
- 25 settembre 1971, Festival di Aylesbury.
- 19 giugno 2000, BowieNet Show, concerto riservato agli abbonati al sito ufficiale del cantante alla Roseland Ballroom di New York.
- 25 giugno 2000, Glastonbury Festival.
- 15 giugno 2002, Live By Request, trasmesso negli Stati Uniti da A&E Network.
- 10 ottobre 2002, Live! with Regis and Kelly, trasmesso da diversi canali statunitensi.
- 23 aprile 2004, The Ellen DeGeneres Show, trasmesso dalla NBC.
- 9 novembre 2006, Keep A Child Alive Annual Black Ball, concerto benefico all'Hammerstein Ballroom di New York (duetto con Alicia Keys).

## Pubblicazioni successive
Dopo il 1971 Changes è stata pubblicata di nuovo su 45 giri:
- nel 1974 negli Stati Uniti, riedizione del singolo originale
- nel 1974 in Europa, Australia e Nuova Zelanda, versione estratta da David Live con Knock On Wood come lato B
- nel 1975 nel Regno Unito, in un maxi singolo con Space Oddity e Velvet Goldmine
- nel 1982 in versione picture disc, all'interno della serie Fashions
- nel 1983 nella serie Lifetimes
- nel 2015 in occasione del Record Store Day (in 15 000 copie), in versione picture disc con Eight Line Poem come lato B

Changes è presente in numerose raccolte e album live:
- Best Deluxe (1973, uscito in Giappone)
- David Live (1974)
- ChangesOneBowie (1976)
- Ziggy Stardust - The Motion Picture (1983)
- Fame and Fashion (1984)
- Sound + Vision (1989)
- Changesbowie (1990)
- The Singles Collection (1993)
- RarestOneBowie (1995, edizione giapponese)
- The Best of David Bowie 1969/1974 (1997)
- Best of Bowie (2002)
- The Platinum Collection (2006)
- Live Santa Monica '72 (2008)
- A Reality Tour (2010)
- Nothing Has Changed (2014)
- Five Years (1969-1973) (2015, nel CD Re:Call 1)

Versioni dal vivo si trovano anche nel VHS Ziggy Stardust and the Spiders from Mars (1973), nel video CD uscito con la raccolta Sound + Vision (1989), nel DVD A Reality Tour (2004) e nei bonus disc inclusi nelle riedizioni di Aladdin Sane del 2003 e di Station to Station del 2010.

## Changesnella cultura di massa
- Il film Breakfast Club del 1985 si apre, dopo i titoli di testa, con una frase tratta dalla canzone:

- Nell'episodio dell'undicesima stagione de I Simpson intitolato Questa pazza pazza pazza pazza Marge, andato in onda nel 2000, mentre si appresta a cambiare l'olio alla sua auto Homer intona «Time to change the oil... Changes! Don't wanna be an oily man...»
- Ch-Ch-Changes è il titolo originale di due episodi, entrambi aventi come argomento operazioni per il cambio di sesso, delle serie televisive Popular (18º episodio della prima stagione) e CSI - Scena del crimine (8º episodio della quinta stagione).
- Il brano si può ascoltare nelle serie tv Dexter, Life on Mars e Supernatural, rispettivamente nel 5º episodio della terza stagione, nell'ultimo episodio della seconda stagione e nel 23º episodio dell'ottava stagione.
- La biografia del cantante inglese scritta da David Buckley, Strange Fascination, prende il titolo da una frase della canzone.
- Nell'episodio della prima stagione della serie Flight of the Conchords intitolato Bowie,  la band neozelandese gira il videoclip di una canzone (Bowie's in Space) che ad un certo punto recita «Hey Bowie, do you have one really funky sequined spacesuit? Or do you have several ch-changes?»
- Nel 5º episodio della terza stagione della serie tv The L Word, Angus Partridge (interpretato da Dallas Roberts) fa una serenata a Kit Porter (Pam Grier) cantando Changes.

## Cover
Molti artisti hanno eseguito cover di Changes, quasi tutte presenti in compilation di artisti vari, album tributo o colonne sonore:
- Shawn Mullins nella colonna sonora di The Faculty del 1998 e nella raccolta The First Ten Years del 1999
- i Cybernauts in Cybernauts Live del 2000
- i Bug Funny Foundation in Sound + Vision: The Electronic Tribute to David Bowie del 2002
- i Vitamin String Quartet in The String Quartet Tribute to David Bowie del 2002
- i Joe K's Kid in Spiders from Venus: Indie Women Artists and Female-Fronted Bands Cover David Bowie del 2004
- Butterfly Boucher in Shrek 2: The Motion Picture Soundtrack del 2004 (con Bowie come "guest vocal")
- Jeff Duff in Re-Fashioned 2 - British Airwaves del 2004
- i Classic Rock String Quartet in The Bowie Chamber Suite - A Classic Rock Tribute to Bowie del 2004
- Lindsay Lohan nella colonna sonora di Quanto è difficile essere teenager! del 2004 (medley con Don't Move On e Living for the City)
- Seu Jorge in The Life Aquatic Studio Sessions del 2005 (in portoghese)
- Los Chicros in BowieMania: Une collection obsessionnelle de Beatrice Ardisson del 2007
- The Greater Good in Hero - The MainMan Records Tribute to David Bowie del 2007
- Ian Lloyd in David Bowie Acoustic Tribute del 2007
- The Billy Rubin Trio ft. Lady S. in St. Valentine's Massacre del 2008
- Lewis & Clarke in We Were So Turned On: A Tribute To David Bowie del 2010
- Robyn Hitchcock in Trolley Bus 2 del 2010
- Eddy McManus in Tribute to David Bowie del 2011 (digital release)
- James Morrison nella raccolta Songs To Save A Life del 2011
- The Muffs in A Salute to the Thin White Duke - The Songs of David Bowie del 2015
- The Puppini Sisters in The High Life del 2016